# Giải Oscar lần thứ 90
Lễ trao giải Oscar lần thứ 90 của Viện Hàn lâm Khoa học và Nghệ thuật Điện ảnh (AMPAS) nhằm tôn vinh những tác phẩm điện ảnh xuất sắc nhất năm 2017 diễn ra tại nhà hát Dolby, Hollywood, Los Angeles, California vào lúc 5:00 tối theo giờ PST vào ngày 4 tháng 3 năm 2018. Lễ trao giải diễn ra vào cuối tháng 2 nhằm tránh trùng với sự kiện Thế vận hội Mùa đông 2018. Trong lễ trao giải, AMPAS sẽ chia giải Oscar làm 24 hạng mục. Lễ trao giải được phát sóng trên truyền hình tại Hoa Kỳ bởi đài ABC, sản xuất bởi Michael De Luca và Jennifer Todd cũng như do Glenn Weiss đạo diễn. Danh hài Jimmy Kimmel sẽ là người chủ trì giải năm thứ hai liên tiếp, trở thành người đầu tiên đảm nhận vinh dự này hai lần liên tiếp kể từ Billy Crystal năm 1997 và 1998.
Trong những sự kiện liên quan, Viện Hàn lâm cũng tổ chức lễ trao giải Governors thường niên lần thứ 9 tại phòng khiêu vũ của Trung tâm Hollywood và Highland vào ngày 11 tháng 11 năm 2017. Ngày 10 tháng 2 năm 2018, trong một lễ trao giải tại khách sạn Beverly Wilshire ở Beverly Hills, California, giải thưởng Viện Hàn lâm cho Thành tựu Kỹ thuật được chủ trì bởi Patrick Stewart.
Người đẹp và thủy quái dẫn đầu với bốn giải thưởng, bao gồm Phim hay nhất và Đạo diễn xuất sắc nhất cho Guillermo del Toro, kế tiếp là Cuộc di tản Dunkirk giành ba giải; Tội phạm nhân bản 2049, Coco, Giờ đen tối và Three Billboards: Truy tìm công lý mỗi phim thắng hai giải. I, Tonya, Trốn thoát, Call Me by Your Name, A Fantastic Woman, Icarus, Bóng ma sợi chỉ, Heaven Is a Traffic Jam on the 405, The Silent Child và Dear Basketball mỗi phim đoạt một giải.

## Đoạt giải và đề cử
Các ứng cử viên cho giải Oscar lần thứ 90 được công bố vào lúc 5:22 a.m. PST (13:22 UTC) ngày 23 tháng 1 năm 2018 tại Nhà hát Samuel Goldwyn ở Beverly Hills, California, thông qua luồng trực tuyến toàn cầu, bởi diễn viên Tiffany Haddish và Andy Serkis.
Người đẹp và thủy quái dẫn đầu danh sách với 13 đề cử, Cuộc di tản Dunkirk đứng thứ hai với 8 đề cử và Three Billboards: Truy tìm công lý đứng thứ ba với 7 đề cử.

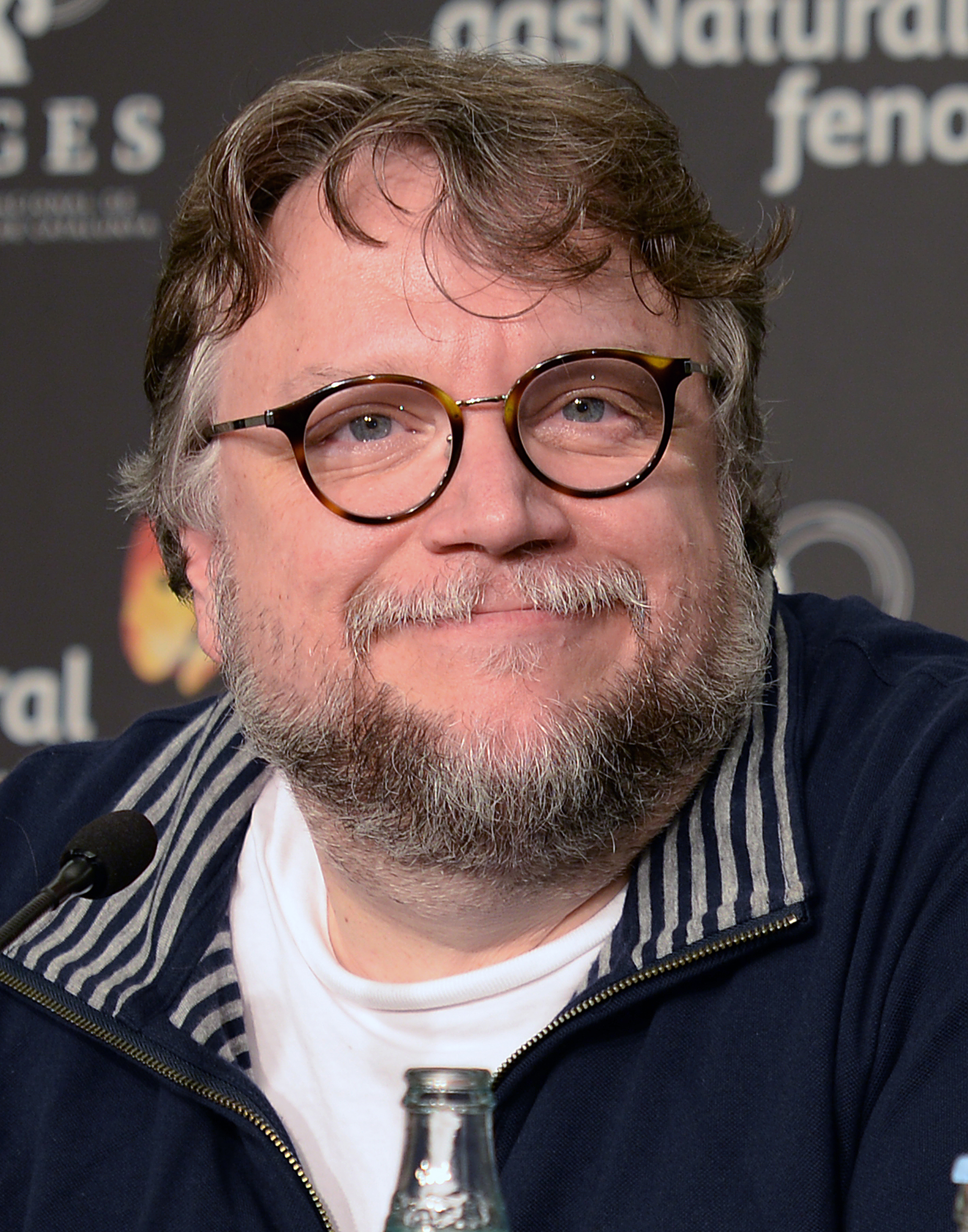
Guillermo del Toro, đoạt giải phim hay nhất và đạo diễn xuất sắc nhất

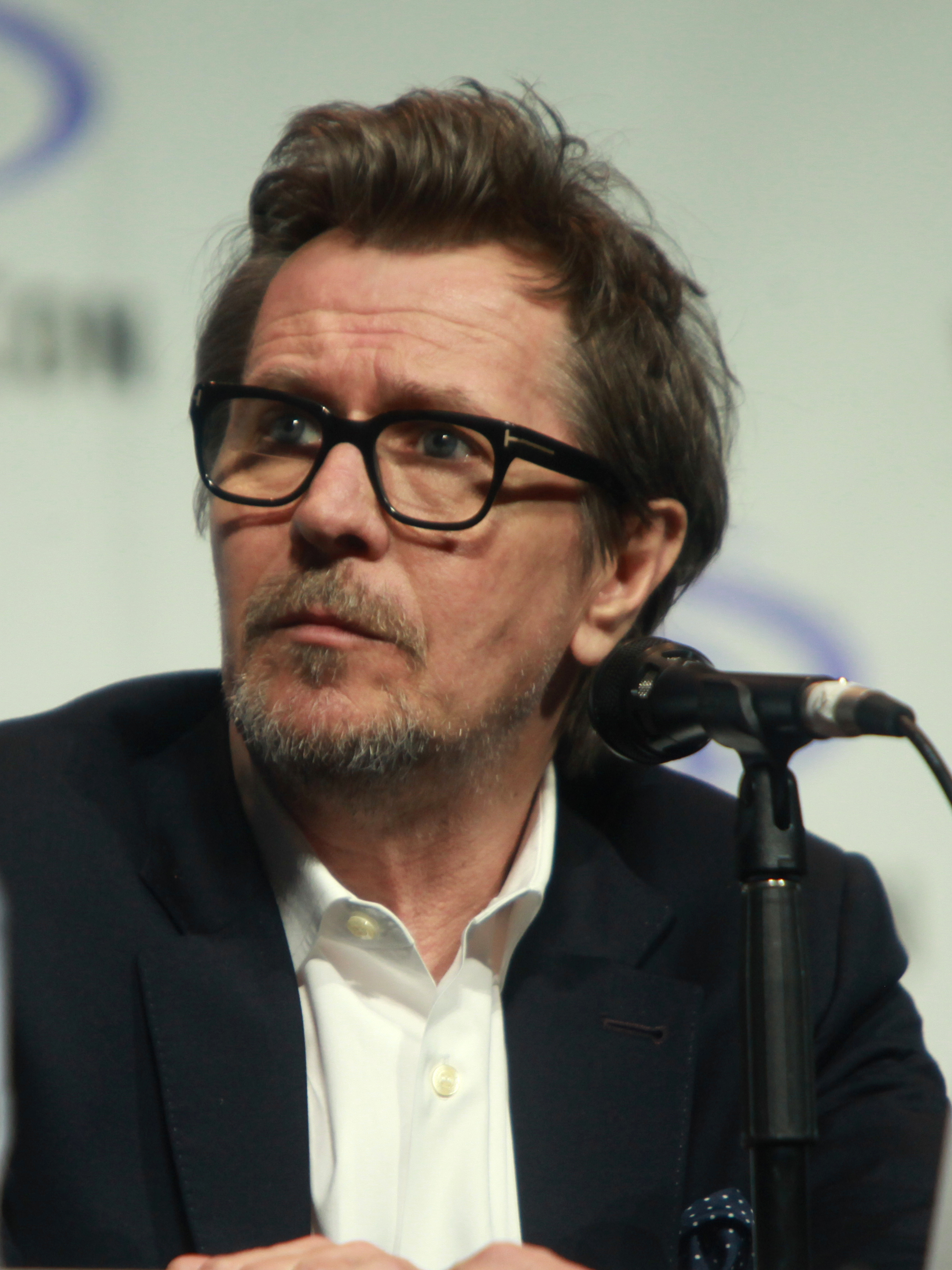
Gary Oldman, đoạt giải nam diễn viên chính xuất sắc nhất

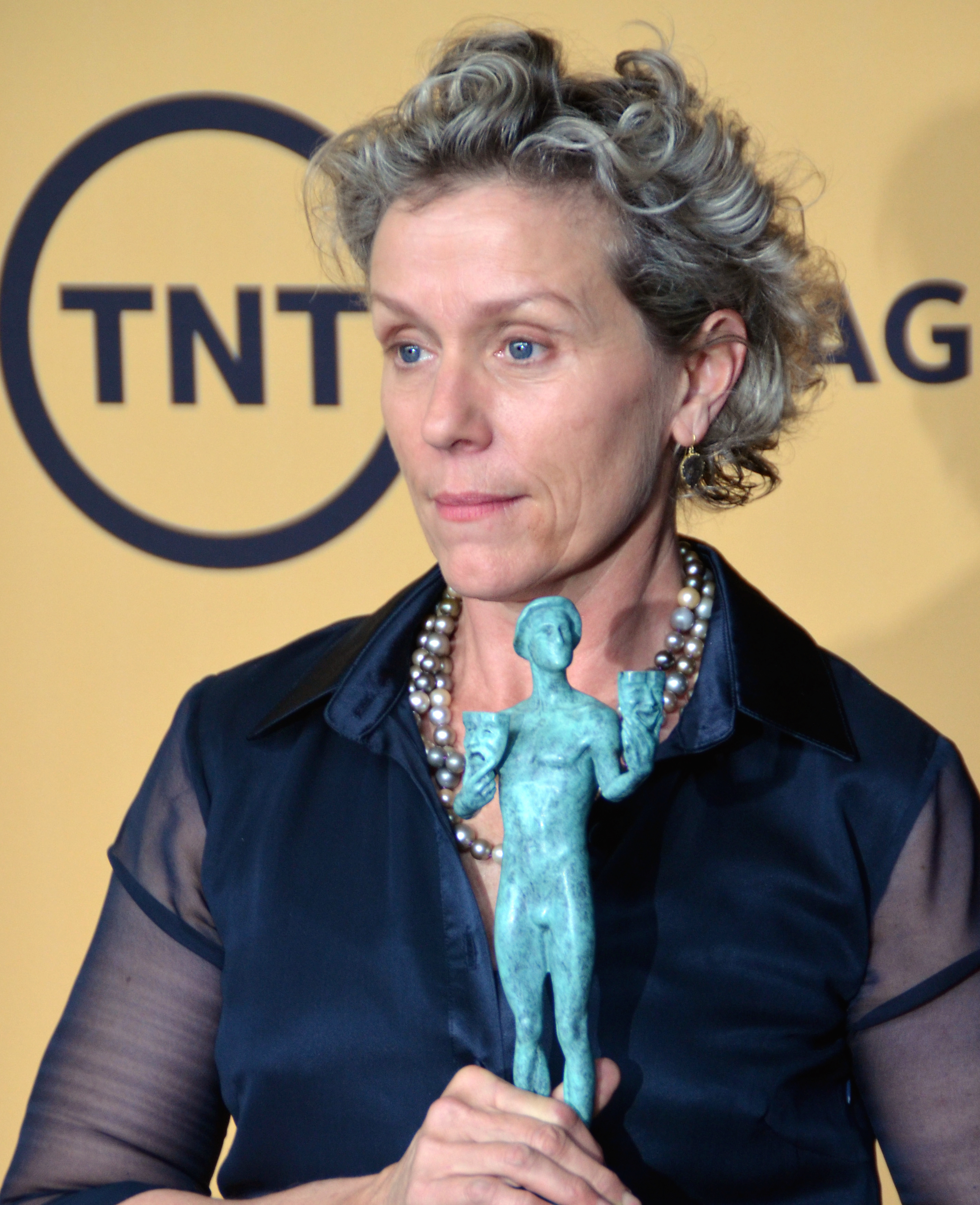
Frances McDormand, đoạt giải nữ diễn viên chính xuất sắc nhất

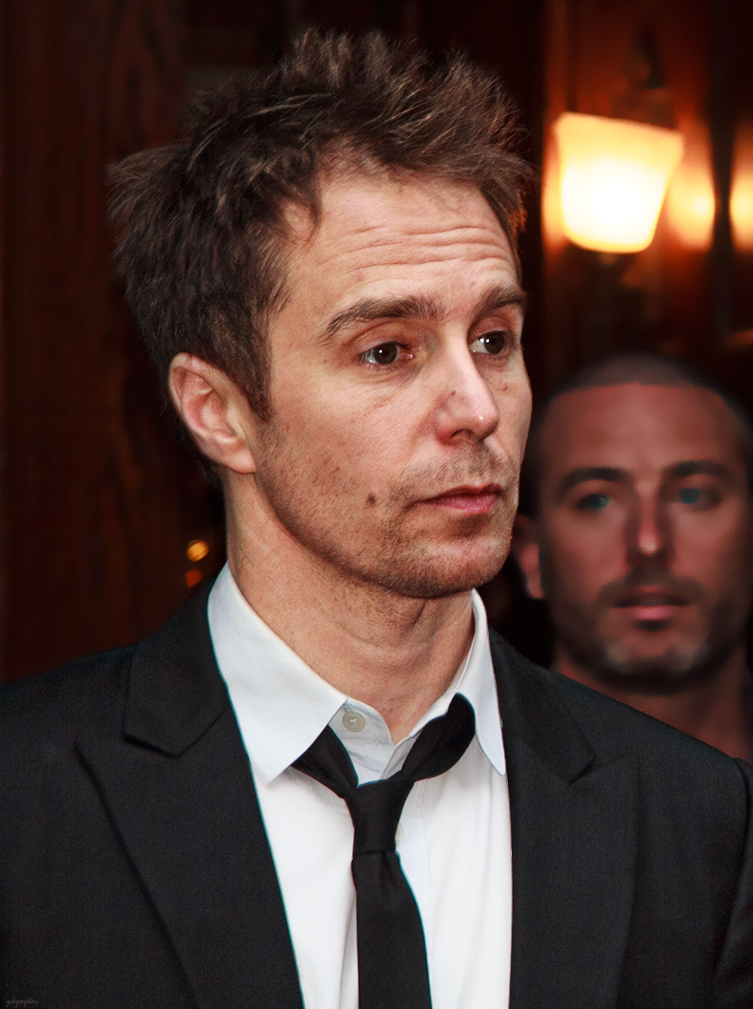
Sam Rockwell, đoạt giải nam diễn viên phụ xuất sắc nhất

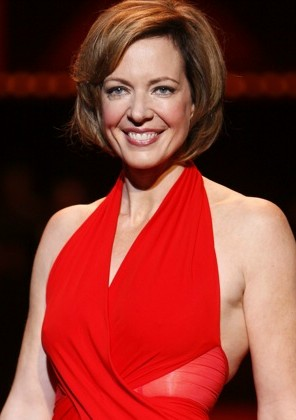
Allison Janney, đoạt giải nữ diễn viên phụ xuất sắc nhất

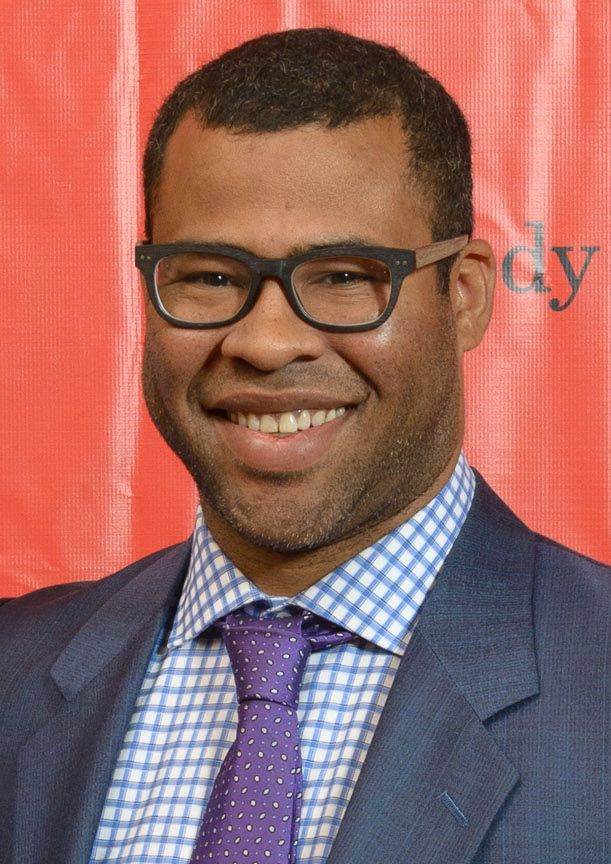
Jordan Peele, đoạt giải cho kịch bản gốc xuất sắc nhất

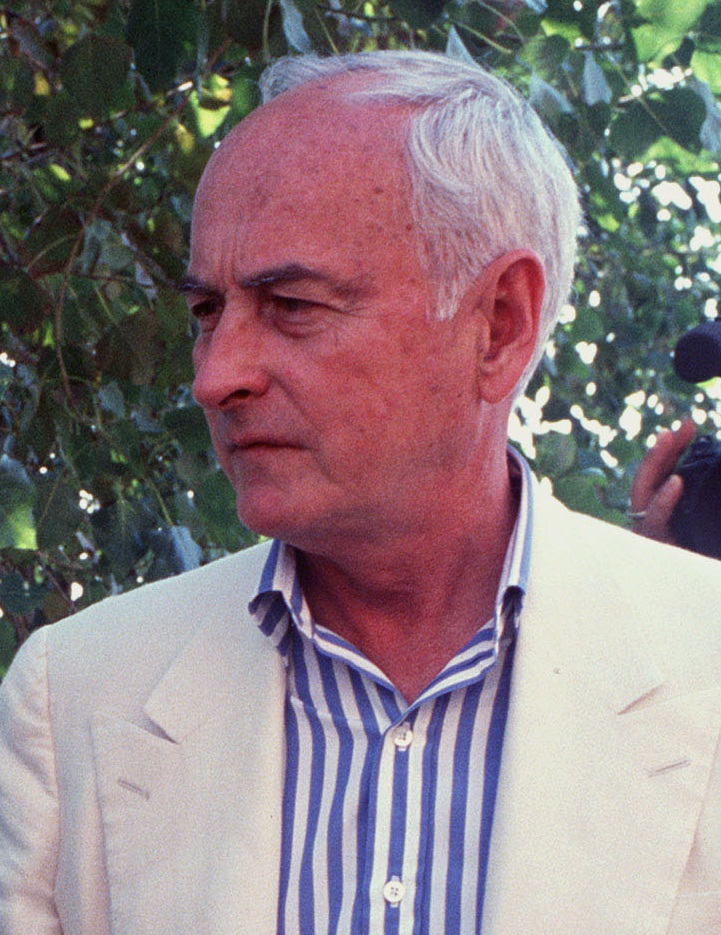
James Ivory, đoạt giải cho kịch bản chuyển thể xuất sắc nhất

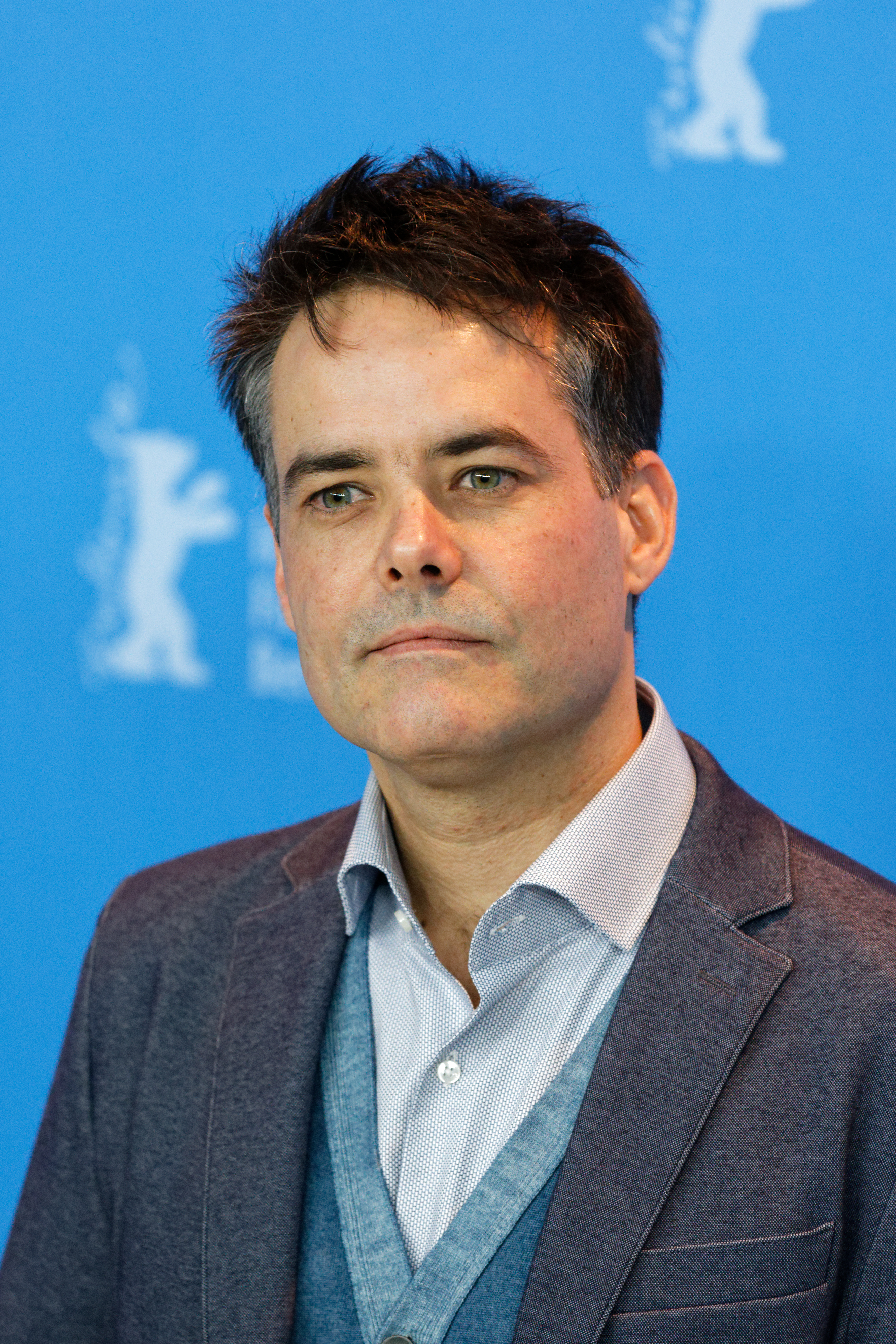
Sebastián Lelio, đoạt giải phim ngoại ngữ hay nhất

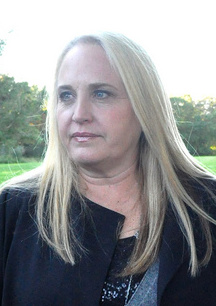
Darla K. Anderson, đoạt giải phim hoạt hình hay nhất

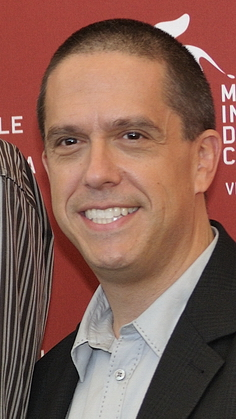
Lee Unkrich, đoạt giải phim hoạt hình hay nhất

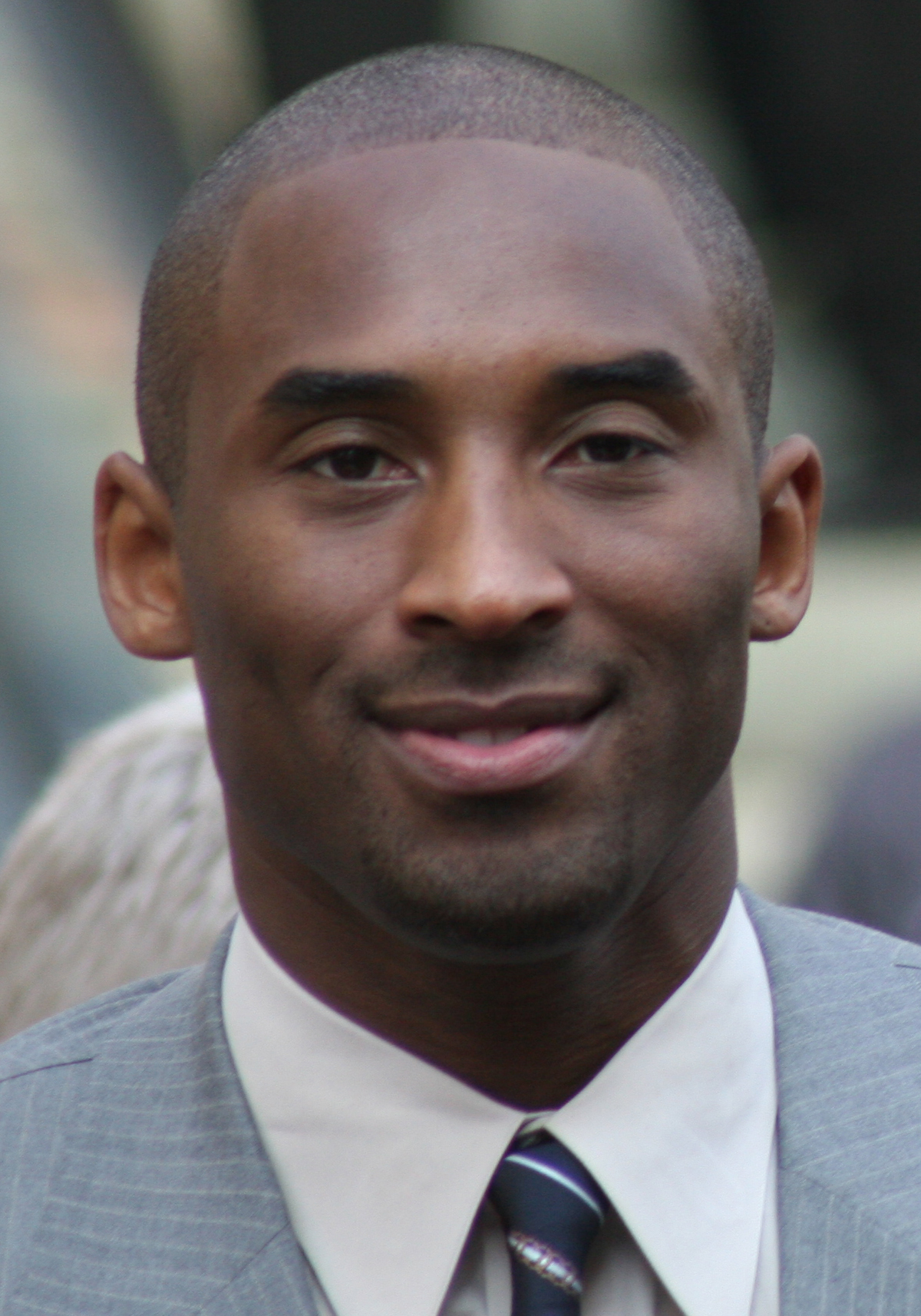
Kobe Bryant, đoạt giải phim hoạt hình ngắn hay nhất

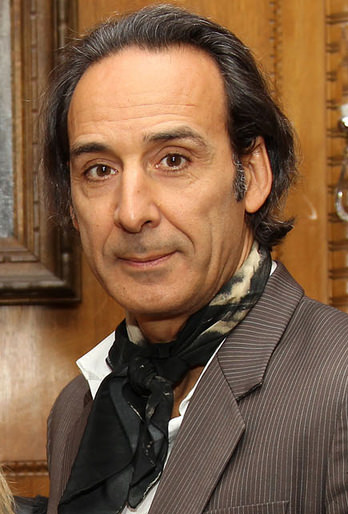
Alexandre Desplat, đoạt giải nhạc phim hay nhất

### Các giải thưởng
Người và phim đoạt giải được liệt kê đầu tiên và được đánh dấu bằng chữ đậm.
| Phim hay nhất - Người đẹp và thủy quái – Guillermo del Toro và J. Miles Dale - Call Me by Your Name – Peter Spears, Luca Guadagnino, Emilie Georges và Marco Morabito - Giờ đen tối – Tim Bevan, Eric Fellner, Lisa Bruce, Anthony McCarten và Douglas Urbanski - Cuộc di tản Dunkirk – Emma Thomas và Christopher Nolan - Trốn thoát – Sean McKittrick, Jason Blum, Edward H. Hamm Jr. và Jordan Peele - Lady Bird: Tuổi nổi loạn – Scott Rudin, Eli Bush và Evelyn O'Neill - Bóng ma sợi chỉ – JoAnne Sellar, Paul Thomas Anderson, Megan Ellison và Daniel Lupi - The Post – Amy Pascal, Steven Spielberg, và Kristie Macosko Krieger - Three Billboards: Truy tìm công lý – Graham Broadbent, Pete Czernin và Martin McDonagh | Đạo diễn xuất sắc nhất - Guillermo del Toro – Người đẹp và thủy quái - Christopher Nolan – Cuộc di tản Dunkirk - Jordan Peele – Trốn thoát - Greta Gerwig – Lady Bird: Tuổi nổi loạn - Paul Thomas Anderson – Bóng ma sợi chỉ |
| Nam diễn viên chính xuất sắc nhất - Gary Oldman – Giờ đen tối vai Winston Churchill - Timothée Chalamet – Call Me by Your Name vai Elio Perlman - Daniel Day-Lewis – Bóng ma sợi chỉ vai Reynolds Woodcock - Daniel Kaluuya – Trốn thoát vai Chris Washington - Denzel Washington – Roman J. Israel, Esq. vai Roman J. Israel | Nữ diễn viên chính xuất sắc nhất - Frances McDormand – Three Billboards: Truy tìm công lý vai Mildred Hayes - Sally Hawkins – Người đẹp và thủy quái vai Elisa Esposito - Margot Robbie – I, Tonya vai Tonya Harding - Saoirse Ronan – Lady Bird: Tuổi nổi loạn vai Christine "Lady Bird" McPherson - Meryl Streep – The Post vai Katharine Graham |
| Nam diễn viên phụ xuất sắc nhất - Sam Rockwell – Three Billboards: Truy tìm công lý vai Officer Jason Dixon - Willem Dafoe – The Florida Project vai Bobby Hicks - Woody Harrelson – Three Billboards: Truy tìm công lý vai Chief Bill Willoughby - Richard Jenkins – Người đẹp và thủy quái vai Giles - Christopher Plummer – Vụ bắt cóc triệu đô vai J. Paul Getty | Nữ diễn viên phụ xuất sắc nhất - Allison Janney – I, Tonya vai LaVona Golden - Mary J. Blige – Mudbound vai Florence Jackson - Lesley Manville – Bóng ma sợi chỉ vai Cyril Woodcock - Laurie Metcalf – Lady Bird: Tuổi nổi loạn vai Marion McPherson - Octavia Spencer – Người đẹp và thủy quái vai Zelda Delilah Fuller |
| Kịch bản gốc xuất sắc nhất - Trốn thoát – Jordan Peele - The Big Sick – Emily V. Gordon và Kumail Nanjiani - Lady Bird: Tuổi nổi loạn – Greta Gerwig - Người đẹp và thủy quái – Kịch bản bởi Guillermo del Toro và Vanessa Taylor; câu chuyện bởi Guillermo del Toro - Three Billboards: Truy tìm công lý – Martin McDonagh | Kịch bản chuyển thể xuất sắc nhất - Call Me by Your Name – James Ivory dựa vào tiểu thuyết cùng tên của André Aciman - The Disaster Artist – Scott Neustadter và Michael H. Weber dựa theo cuốn sách cùng tên của Greg Sestero và Tom Bissell - Logan: Người sói – kịch bản bởi Scott Frank, James Mangold và Michael Green; câu chuyện của James Mangold dựa vào nhân vật truyện tranh X-Men và loạt phim điện ảnh - Molly's Game – Aaron Sorkin dựa vào cuốn sách cùng tên của Molly Bloom - Mudbound – Virgil Williams và Dee Rees dựa vào tiểu thuyết cùng tên của Hillary Jordan |
| Phim hoạt hình hay nhất - Coco – Lee Unkrich và Darla K. Anderson - Nhóc trùm – Tom McGrath và Ramsey Ann Naito - The Breadwinner – Nora Twomey và Anthony Leo - Ferdinand phiêu lưu ký – Carlos Saldanha - Vincent thương mến – Dorota Kobiela, Hugh Welchman và Ivan Mactaggart | Phim ngoại ngữ hay nhất - A Fantastic Woman (Chile), Tiếng Tây Ban Nha – Đạo diễn bởi Sebastián Lelio - The Insult (Liban), Tiếng Ả Rập – Đạo diễn bởi Ziad Doueiri - Loveless (Nga), Tiếng Nga – Đạo diễn bởi Andrey Zvyagintsev - On Body and Soul (Hungary), Tiếng Hungary – Đạo diễn bởi Ildikó Enyedi - The Square (Thụy Điển), Tiếng Thụy Điển – Đạo diễn bởi Ruben Östlund |
| Phim tài liệu hay nhất - Icarus – Bryan Fogel và Dan Cogan - Abacus: Small Enough to Jail – Steve James, Mark Mitten và Julie Goldman - Faces Places – Agnès Varda, JR và Rosalie Varda - Last Men in Aleppo – Feras Fayyad, Kareem Abeed và Søren Steen Jespersen - Strong Island – Yance Ford và Joslyn Barnes | Phim tài liệu ngắn hay nhất - Heaven Is a Traffic Jam on the 405 – Frank Stiefel - Edith+Eddie – Laura Checkoway và Thomas Lee Wright - Heroin(e) – Elaine McMillion Sheldon và Kerrin Sheldon - Knife Skills – Thomas Lennon - Traffic Stop – Kate Davis và David Heilbroner |
| Phim ngắn hay nhất - The Silent Child – Chris Overton và Rachel Shenton - DeKalb Elementary – Reed Van Dyk - The Eleven O'Clock – Derin Seale và Josh Lawson - My Nephew Emmett – Kevin Wilson Jr. - Watu Wote/All of Us – Katja Benrath và Tobias Rosen | Phim hoạt hình ngắn hay nhất - Dear Basketball – Glen Keane và Kobe Bryant - Garden Party – Victor Caire và Gabriel Grapperon - Lou – Dave Mullins và Dana Murray - Negative Space – Max Porter và Ru Kuwahata - Revolting Rhymes – Jakob Schuh và Jan Lachauer |
| Nhạc phim hay nhất - Người đẹp và thủy quái – Alexandre Desplat - Cuộc di tản Dunkirk – Hans Zimmer - Bóng ma sợi chỉ – Jonny Greenwood - Star Wars: Jedi cuối cùng – John Williams - Three Billboards: Truy tìm công lý – Carter Burwell | Ca khúc trong phim hay nhất - "Remember Me" trong phim Coco – nhạc và lời bởi Kristen Anderson-Lopez và Robert Lopez - "Mighty River" trong phim Mudbound – nhạc và lời bởi Mary J. Blige, Raphael Saadiq và Taura Stinson - "Mystery of Love" trong phim Call Me by Your Name – nhạc và lời bởi Sufjan Stevens - "Stand Up for Something" trong phim Marshall – nhạc bởi Diane Warren; lời bởi Common và Diane Warren - "This Is Me" trong phim Bậc thầy của những ước mơ – nhạc và lời bởi Benj Pasek và Justin Paul                                                                |
| Biên tập âm thanh xuất sắc nhất - Cuộc di tản Dunkirk – Richard King và Alex Gibson - Quái xế Baby – Julian Slater - Tội phạm nhân bản 2049 – Mark Mangini và Theo Green - Người đẹp và thủy quái – Nathan Robitaille và Nelson Ferreira - Star Wars: Jedi cuối cùng – Matthew Wood và Ren Klyce | Hòa âm hay nhất - Cuộc di tản Dunkirk – Mark Weingarten, Gregg Landaker và Gary A. Rizzo - Quái xế Baby – Julian Slater, Tim Cavagin và Mary H. Ellis - Tội phạm nhân bản 2049 – Ron Bartlett, Doug Hemphill và Mac Ruth - Người đẹp và thủy quái – Christian Cooke, Brad Zoern và Glen Gauthier - Star Wars: Jedi cuối cùng – David Parker, Michael Semanick, Ren Klyce và Stuart Wilson |
| Thiết kế sản xuất xuất sắc nhất - Người đẹp và thủy quái – Thiết kế sản xuất: Paul Denham Austerberry; Trang trí: Shane Vieau và Jeff Melvin - Người đẹp và quái vật – Thiết kế sản xuất: Sarah Greenwood; Thiết kế bối cảnh: Katie Spencer - Tội phạm nhân bản 2049 – Thiết kế sản xuất: Dennis Gassner; Thiết kế bối cảnh: Alessandra Querzola - Giờ đen tối – Thiết kế sản xuất: Sarah Greenwood; Thiết kế bối cảnh: Katie Spencer - Cuộc di tản Dunkirk – Thiết kế sản xuất: Nathan Crowley; Thiết kế bối cảnh: Gary Fettis | Quay phim xuất sắc nhất - Blade Runner 2049 – Roger Deakins - Giờ đen tối – Bruno Delbonnel - Cuộc di tản Dunkirk – Hoyte van Hoytema - Mudbound – Rachel Morrison - Người đẹp và thủy quái – Dan Laustsen |
| Hóa trang xuất sắc nhất - Giờ đen tối – Kazuhiro Tsuji, David Malinowski và Lucy Sibbick - Victoria & Abdul: Nữ hoàng & tri kỷ – Daniel Phillips và Lou Sheppard - Điều kỳ diệu – Arjen Tuiten | Thiết kế phục trang đẹp nhất - Bóng ma sợi chỉ – Mark Bridges - Người đẹp và quái vật – Jacqueline Durran - Giờ đen tối – Jacqueline Durran - Người đẹp và thủy quái – Luis Sequeira - Victoria & Abdul: Nữ hoàng & tri kỷ – Consolata Boyle |
| Dựng phim xuất sắc nhất - Cuộc di tản Dunkirk – Lee Smith - Quái xế Baby – Paul Machliss và Jonathan Amos - I, Tonya – Tatiana S. Riegel - Người đẹp và thủy quái – Sidney Wolinsky - Three Billboards: Truy tìm công lý – Jon Gregory | Hiệu ứng hình ảnh xuất sắc nhất - Tội phạm nhân bản 2049 – John Nelson, Gerd Nefzer, Paul Lambert và Richard R. Hoover - Vệ binh dải Ngân Hà 2 – Christopher Townsend, Guy Williams, Jonathan Fawkner và Dan Sudick - Kong: Đảo Đầu lâu – Stephen Rosenbaum, Jeff White, Scott Benza và Mike Meinardus - Star Wars: Jedi cuối cùng – Ben Morris, Mike Mulholland, Neal Scanlan và Chris Corbould - Đại chiến hành tinh khỉ – Joe Letteri, Daniel Barrett, Dan Lemmon và Joel Whist |

### Giải Governors
Viện Hàn lâm tổ chức Giải thưởng Governors thường niên lần thứ 9 vào ngày 11 tháng 11 năm 2017:
Giải Oscar danh dự
- Agnès Varda − Đạo diễn phim, nhà văn, nhà biên tập và nhà sản xuất người Pháp[14]
- Charles Burnett − Đạo diễn, nhà văn, nhà sản xuất, biên tập và quay phim người Mỹ[15]
- Donald Sutherland − Diễn viên người Canada[16]
- Owen Roizman − Nhà quay phim người Mỹ[17]

Giải Oscar cho cống hiến đặc biệt
Bài tham khảo: Giải Oscar cho cống hiến đặc biệt
- Alejandro G. Iñárritucho dự án thực tế ảo Carne y Arena[18][19]

### Phim có nhiều chiến thắng và đề cử
| Đề cử | Phim                                |
| ----- | ----------------------------------- |
| 13    | Người đẹp và thủy quái              |
| 8     | Cuộc di tản Dunkirk                 |
| 7     | Three Billboards: Truy tìm công lý  |
| 6     | Giờ đen tối                         |
| 6     | Bóng ma sợi chỉ                     |
| 5     | Tội phạm nhân bản 2049              |
| 5     | Lady Bird: Tuổi nổi loạn            |
| 4     | Call Me by Your Name                |
| 4     | Trốn thoát                          |
| 4     | Mudbound                            |
| 4     | Star Wars: Jedi cuối cùng           |
| 3     | Quái xế Baby                        |
| 3     | I, Tonya                            |
| 2     | Người đẹp và quái vật               |
| 2     | Coco                                |
| 2     | The Post                            |
| 2     | Victoria & Abdul: Nữ hoàng & tri kỷ |

| Đoạt giải | Phim                               |
| --------- | ---------------------------------- |
| 4         | Người đẹp và thủy quái             |
| 3         | Cuộc di tản Dunkirk                |
| 2         | Tội phạm nhân bản 2049             |
| 2         | Coco                               |
| 2         | Giờ đen tối                        |
| 2         | Three Billboards: Truy tìm công lý |

## Người dẫn chương trình và biểu diễn

### Người dẫn chương trình
| Tên                                           | Vai trò                                                                                                |
| --------------------------------------------- | --- |
| Randy Thomas                                  | Dẫn chương trình thảm đỏ Oscar                                                                         |
| Viola Davis                                   | Dẫn chương trình phần trao giải Nam diễn viên phụ xuất sắc nhất                                        |
| Gal Gadot Armie Hammer                        | Dẫn chương trình phần trao giải Hóa trang xuất sắc nhất                                                |
| Eva Marie Saint                               | Dẫn chương trình phần trao giải Thiết kế trang phục đẹp nhất                                           |
| Laura Dern Greta Gerwig                       | Dẫn chương trình phần trao giải Phim tài liệu hay nhất                                                 |
| Taraji P. Henson                              | Giới thiệu phần trình diễn bài hát đề cử "Mighty River" cho Ca khúc trong phim hay nhất                |
| Ansel Elgort Eiza González                    | Dẫn chương trình phần trao giải Hòa âm hay nhất và Biên tập âm thanh xuất sắc nhất                     |
| Kumail Nanjiani Lupita Nyong'o                | Dẫn chương trình phần trao giải Thiết kế sản xuất xuất sắc nhất                                        |
| Eugenio Derbez                                | Giới thiệu phần trình diễn bài hát đề cử "Remember Me" cho Ca khúc trong phim hay nhất                 |
| Rita Moreno                                   | Dẫn chương trình phần trao giải Phim nói tiếng nước ngoài hay nhất thế giới                            |
| Mahershala Ali                                | Dẫn chương trình phần trao giải Nữ diễn viên phụ xuất sắc nhất                                         |
| BB-8 Mark Hamill Oscar Isaac Kelly Marie Tran | Dẫn chương trình phần trao giải Phim hoạt hình ngắn hay nhất và Phim hoạt hình hay nhất                |
| Daniela Vega                                  | Giới thiẹu phần trình diễn bài hát đề cử "Mystery of Love" cho Ca khúc trong phim xuất sắc nhất        |
| Tom Holland Gina Rodriguez                    | Dẫn chương trình phần trao giải Hiệu ứng hình ảnh xuất sắc nhất                                        |
| Matthew McConaughey                           | Dẫn chương trình phần trao giải Dựng phim xuất sắc nhất                                                |
| Tiffany Haddish Maya Rudolph                  | Dẫn chương trình phần trao giải Phim tài liệu ngắn hay nhất và Phim ngắn hay nhất                      |
| Salma Hayek Ashley Judd Annabella Sciorra     | Giới thiệu phần trình diễn bài hát đề cử "Stand Up for Something" cho Ca khúc trong phim xuất sắc nhất |
| Chadwick Boseman Margot Robbie                | Dẫn chương trình cho phần giới thiệu đặc biệt về phong trào Time's Up và sự đa dạng trong phim         |
| Nicole Kidman                                 | Dẫn chương trình phần trao giải Kịch bản chuyển thể hay nhất                                           |
| Wes Studi                                     | Dẫn chương trình cho phần giới thiệu đặc biệt cho phim về quân đội Mỹ                                  |
| Sandra Bullock                                | Dẫn chương trình phần trao giải Quay phim xuất sắc nhất                                                |
| Zendaya                                       | Giới thiệu phần trình diễn bài hát đề cử "This Is Me" cho Ca khúc trong phim hay nhất                  |
| Christopher Walken                            | Dẫn chương trình phần trao giải Nhạc phim hay nhất                                                     |
| Emily Blunt Lin-Manuel Miranda                | Dẫn chương trình phần trao giải Ca khúc trong phim hay nhất                                            |
| Jennifer Garner                               | Dẫn chương trình trong phần "Tưởng nhớ"                                                                |
| Emma Stone                                    | Dẫn chương trình phần trao giải Đạo diễn xuất sắc nhất                                                 |
| Jane Fonda Helen Mirren                       | Dẫn chương trình phần trao giải Nam diễn viên chính xuất sắc nhất                                      |
| Jodi Foster Jennifer Lawrence                 | Dẫn chương trình phần trao giải Nữ diễn viên chính xuất sắc nhất                                       |
| Warren Beatty Faye Dunaway                    | Dẫn chương trình phần trao giải Phim xuất sắc nhất                                                     |

### Người biểu diễn
| Tên                                                 | Vai trò                | Trình diễn                                    |
| --------------------------------------------------- | ---------------------- | --------------------------------------------- |
| Harold Wheeler                                      | Nhạc sĩ và nhạc trưởng | Dàn nhạc giải Oscar                           |
| Mary J. Blige                                       | Biểu diễn              | "Mighty River" trong Mudbound                 |
| Gael Garciá Bernal Miguel Natalia Lafourcade        | Biểu diễn              | "Remember Me" trong Coco                      |
| Sufjan Stevens St. Vincent Moses Sumney Chris Thile | Biểu diễn              | "Mystery of Love" trong Call me by your name  |
| Andra Day Common                                    | Biểu diễn              | "Stand Up for Something" trong Marshall       |
| Keala Settle                                        | Biểu diễn              | "This Is Me" trong The Greatest Snowman       |
| Eddie Vedder                                        | Biểu diễn              | "Room at the Top" trong suốt buổi "Tưởng nhớ" |

## Các kỉ lục
- Mary J. Blige - Với đề cử cho Nữ diễn viên phụ xuất sắc nhất và Ca khúc gốc xuất sắc nhất, cô là người đầu tiên được đề cử cho buổi trình diễn và viết nhạc trong cùng năm
- Yance Ford - Với đề cử Phim tài liệu xuất sắc nhất cho phim Strong Island, anh là giám đốc chuyển giới đầu tiên được đề cử giải Oscar.
- Greta Gerwig - Với đề cử cho phim Lady Bird, cô trở thành nhà làm phim nữ lần thứ năm được đề cử giải Đạo diễn xuất sắc nhất.
- James Ivory - Với đề cử cho phim Call Me by Your Name, ở tuổi 89, ông trở thành người cao tuổi nhất trong lịch sử giành giải Viện Hàn lâm.
- Rachel Morrison - Trở thành người phụ nữ đầu tiên được đề cử cho Quay phim xuất sắc nhất, cho phim Mudbound.
- Jordan Peele - Với đề cử của mình cho phim Get Out, ông trở thành nhà làm phim thứ năm được đề cử giải Đạo diễn xuất sắc nhất cũng như nhà làm phim đen đầu tiên nhận đề cử cho sản xuất, chỉ đạo và viết cùng năm. Với chiến thắng của mình cho Kịch bản gốc xuất sắc nhất, ông trở thành nhà viết kịch màu đen đầu tiên giành được trong hạng mục đó
- Christopher Plummer - Ở tuổi 88, anh trở thành diễn viên lâu đời nhất được đề cử giải Oscar cho Nam diễn viên phụ xuất sắc nhất trong phim All the Money in the World. Plummer cũng là người chiến thắng lớn tuổi nhất hiện nay cho Nam diễn viên phụ xuất sắc nhất cho người mới bắt đầu vào năm 2012.
- Dee Rees - Với đề cử cho phim Mudbound, cô là người phụ nữ da đen đầu tiên được đề cử cho kịch bản phim hay nhất và người phụ nữ da đen thứ hai được đề cử trong việc viết kịch bản.
- Octavia Spencer - Hiện nay đã xác lập kỉ lục cùng với Viola Davis là nữ diễn viên da đen được đề cử nhiều nhất, với ba đề cử giải diễn viên (Nữ diễn viên phụ xuất sắc nhất trong phim The Shape of Water).
- Meryl Streep - Với đề cử 21 lần cho Nữ diễn viên xuất sắc nhất trong phim The Post, cô đã phá kỷ lục của mình cho diễn viên được đề cử nhiều nhất mọi thời đại.
- Agnès Varda - Lúc 89 tuổi, đã trở thành người lớn tuổi nhất được đề cử giải Oscar cho phim Facial Places.
- Denzel Washington - Với sự đề cử của ông trong phim Roman J. Israel, Esq, ông bây giờ là nam diễn viên da đen danh tiếng nhất.
- John Williams - Với đề cử 50 lần của mình, anh đã phá kỷ lục của mình cho những cá nhân được đề cử nhiều nhất (Nhạc phim hay nhất cho phim Star Wars: The Last Jedi).

## Thông tin lễ tổ chức
Nhờ nhận được sự tiếp đón nồng nhiệt từ buổi lễ năm trước, Viện Hàn lâm đã tiếp tục chọn Michael De Luca và Jennifer Todd làm nhà sản xuất cho năm thứ hai liên tiếp. Vào tháng 5 năm 2017, người ta thông báo rằng Jimmy Kimmel sẽ trở lại làm dẫn chương trình trong năm thứ hai liên tiếp. Kimmel bày tỏ rằng anh đã rất vui mừng khi được chọn tham dự buổi lễ trao giải lần nữa, anh bình luận rằng "Giải Oscar là một sự kiện nổi bật trong sự nghiệp của tôi và tôi biết ơn Cheryl [Boone Isaacs], Dawn [Hudson] và Viện Hàn lâm đã mời tôi trở lại làm việc với hai người yêu thích của tôi là Mike De Luca và Jennifer Todd. Nếu bạn nghĩ chúng tôi đã kết thúc năm trước, hãy đợi cho đến khi bạn nhìn thấy những gì chúng tôi đã lên kế hoạch cho lễ trao giải lần thứ 90!". Jimmy đã vận động cho buổi lễ, làm quảng cáo và thảo luận trong chương trình mình đảm nhận.
Vào ngày 4 tháng 12 năm 2017, đã có thông báo rằng thời gian của buổi lễ và buổi trình chiếu trước đã bị thay đổi và cả hai sẽ được lên lịch phát sóng sớm hơn nửa giờ so với các chương trình truyền hình trước đó. Trong nửa phần đầu của đề cử, những đoạn giới thiệu trước khi thu âm bao gồm những nữ diễn viên Priyanka Chopra, Rosario Dawson, Gal Gadot, Salma Hayek, Michelle Rodriguez, Zoe Saldana, Molly Shannon, Rebel Wilson và Michelle Yeoh.
Theo truyền thống của Học viện, Nam diễn viên xuất sắc nhất của năm trước thường tặng giải cho Nữ diễn viên xuất sắc nhất cho lễ trao giải năm tới; thay cho điều này, người thắng cuộc của Diễn viên xuất sắc nhất năm ngoái, Casey Affleck, đã quyết định không tham dự buổi lễ vì cáo buộc quấy rối tình dục của mình. Jodie Foster và Jennifer Lawrence đã trao giải thay cho vị trí của Affleck. Giải thưởng Nam diễn viên xuất sắc nhất do Jane Fonda và Helen Mirren trình bày. Warren Beatty và Faye Dunaway trở lại để trao giải Giải thưởng Phim hay nhất cho năm thứ hai liên tiếp. Đây cũng là năm thứ sáu liên tiếp Derek McLane đã thiết kế sân khấu với bốn mươi lăm triệu viên Swarovski.

### Doanh thu phòng vé của các phim đề cử
Vào thời điểm công bố danh sách đề cử vào ngày 23 tháng 1 năm 2018, tổng doanh thu của 9 đề cử Phim hay nhất tại các phòng vé ở Bắc Mỹ là 568,2 triệu USD, với mức trung bình là 63,1 triệu USD cho một bộ phim. Khi đề cử được công bố, Dunkirk là bộ phim có doanh thu cao nhất trong số những ứng viên được đề cử giải Phim hay nhất với 188 triệu USD doanh thu phòng vé trong nước. Get Out là bộ phim có doanh thu cao thứ hai với 175,6 triệu USD, tiếp theo là The Post (45,7 triệu USD), Darkest Hour (41 triệu USD), Lady Bird (39,1 triệu USD), Three Billboards Outside Ebbing, Missouri (32,2 triệu USD), The Shape của Water (30,4 triệu USD), Call Me by Your Name (9,1 triệu USD) và Phantom Thread (6,3 triệu USD). Kể từ ngày thông báo đến thời điểm diễn ra buổi lễ vào ngày 4 tháng 3 năm 2018, tổng số những phim được đề cử hạng mục Phim hay nhất tại các phòng vé ở Bắc Mỹ là 126,7 triệu USD, với mức trung bình là 14,1 triệu USD cho mỗi bộ phim. The Post (34,6 triệu USD) và The Shape of Water (27 triệu USD) có doanh thu cao nhất trong thời gian đó, tiếp theo là Three Billboards Outside Ebbing, Missouri (19,8 triệu USD), Darkest Hour (14,5 triệu USD), Phantom Thread (13,8 triệu USD) Lady Bird (9,2 triệu USD), Call Me by Your Name (7.5 triệu USD) và Get Out (353.795 USD). Ba mươi sáu đề cử được trao cho 15 bộ phim nằm trong danh sách 50 bộ phim có doanh thu cao nhất trong năm. Trong số 15 bộ phim đó, chỉ có Coco (thứ 12), Logan (thứ 15), Dunkirk (thứ 16), Get Out (thứ 18), The Boss Baby (thứ 19) và Ferdinand (thứ 35) được đề cử cho Phim hay nhất, Phim Hoạt hình hay nhất. Trong số 50 bộ phim có doanh thu phòng vé khác có đề cử là Star Wars: The Last Jedi (thứ nhất), Beauty and the Beast (thứ 2), Guardians of the Galaxy Vol. 2 (thứ 8), Kong: Skull Island (thứ 17), War for the Planet of the Apes (thứ 20), Wonder (thứ 33), The Greatest Showman (thứ 29), Baby Driver (thứ 36) và Blade Runner 2049 (thứ 41).

### Vụ mất trộm tượng vàng Oscar của Frances McDormand
Ngay sau khi giành chiến thắng, nữ diễn viên Frances McDormand đã bị đánh cắp tượng vàng Oscar trong 15 phút bởi một người tên là Terry Bryant, người soát vé vào cửa buổi trao giải. Bryant tự mình quay trực tiếp trên Facebook và nói rằng "ông ấy mới chính là người chiến thắng" trước khi bị nhiếp ảnh gia của Chef Wolfgang Puck bắt gặp và đã lấy lại bức tượng từ anh ta trả lại cho nữ diễn viên. Viện Hàn lâm cho biết: "Nữ diễn viên xuất sắc nhất Frances McDormand và giải Oscar của cô đã về lại chính chủ nhân một cách vui vẻ sau khi bị mất cắp trong thời gian ngắn ngủi tại giải Governors tối qua". Mặc dù McDormand đồng ý để Bryant đi, ông đã bị LAPD bắt giữ và bị buộc tội ăn cắp, nhưng đã được thả ra mà không có bảo lãnh sau buổi điều trần hôm thứ tư sau khi thẩm phán phán quyết rằng ông" không gây ra một nguy cơ tai hại nào và sẽ có mặt trước tòa vào ngày 28 tháng 3 năm 2018.

### Xếp hạng truyền hình
Trên trang tổng hợp đánh giá của Rotten Tomatoes, chương trình có tỉ lệ người xem là 46% và tóm tắt rằng: "Giải thưởng Viện Hàn lâm lần thứ 90 đã diễn ra an toàn và không gặp rắc rối lớn nào - nhưng thời gian trao giải hơn 4 giờ đồng hồ".
Đạt được 26,5 triệu khán giả Mỹ theo xếp hạng của Nielsen, buổi trao giải đã giảm 16 phần trăm khán giả so với buổi lễ năm ngoái và có lượng khán giả thấp nhất trong lịch sử Oscar. Vào ngày 6 tháng 3, sau khi xếp hạng cuối cùng được xác nhận, Tổng thống Donald Trump đã đưa lên tài khoản Twitter của mình, nói rằng: "Giải Oscar có tỉ lệ người xem thấp nhất trong LỊCH SỬ. Vấn đề là, chúng ta không còn ngôi sao nữa - ngoại trừ Tổng thống của bạn (chỉ là đùa thôi, tất nhiên)!". Đáp lại, Kimmel cũng viết trên Tweeter rằng: "Cảm ơn, ngài Tổng thống có xếp hạng thấp nhất trong LỊCH SỬ".

## Tưởng nhớ
Phần tưởng nhớ các nghệ sĩ hằng năm được giới thiệu bởi Jennifer Garner cùng với Eddie Vedder và cùng biểu diễn bài hát "Room at the Top" của Tom Petty. Đoạn phim đã vinh danh 44 nghệ sĩ trong phim: 
- John G. Avildsen - Đạo diễn
- Toni Ann Walker - Nhà tạo mẫu tóc
- June Foray - Diễn viên, Nhà sản xuất phim hoạt hình
- Walter Lassally - Nhà quay phim
- Chuck Berry - Ca sĩ, Nhạc sĩ sáng tác
- Robert Osborne - Nhà viết kịch bản, Nhà báo, Dẫn chương trình truyền hình
- Jill Messick - Nhà sản xuất
- Harry Dean Stanton - Diễn viên
- Terence Marsh - Nhà thiết kế phim
- Rita Riggs - Nhà thiết kế trang phục
- Mary Goldberg - Đạo diễn
- Anthony Harvey - Giám đốc, Biên tập viên điện ảnh
- Thérèse DePrez - Nhà thiết kế phim
- Debra Chasnoff - Nhà sản xuất phim tài liệu
- Jóhann Jóhannsson - Nhà soạn nhạc
- Jonathan Demme - Đạo diễn
- Michael Ballhaus - Nhà quay phim
- Les Lazarowitz - Kĩ thuật viên âm thanh
- Idrissa Ouedraogo - Nhà viết kịch bản, Đạo diễn
- Joe Hyams - Nhà tạo lập quan hệ công chúng
- John Heard - Diễn viên
- Martin Landau - Diễn viên
- Glenne Headly - Diễn viên
- Eric Zumbrunnen - Biên tập viên điện ảnh
- Roger Moore - Diễn viên
- Sam Shepard - Nhà viết kịch bản, Diễn viên
- Allison Shearmur - Nhà sản xuất, Nhà quản lý
- John Mollo - Thiết kế trang phục
- Jeanne Moreau - Diễn viên, Đạo diễn
- Loren Janes - Người đóng thế
- George A. Romero - Đạo diễn, Nhà sản xuất
- Rance Howard - Diễn viên
- Sridevi - Diễn viên
- Haruo Nakajima - Diễn viên
- Martin Ransohoff - Nhà sản xuất
- Hiệp Thị Lê - Diễn viên
- Ron Berkeley - Nghệ sĩ trang điểm
- Joseph Bologna - Diễn viên, Nhà văn
- Fred J. Koenekamp - Nhà quay phim
- Murray Lerner - Nhà sản xuất phim tài liệu
- Don Rickles - Diễn viên, Diễn viên hài
- Seijun Suzuki - Đạo diễn
- Bernie Casey - Diễn viên
- Shashi Kapoor - Diễn viên, Nhà sản xuất
- Tom Sanders - Nhà thiết kế phim
- Danielle Darrieux - Diễn viên
- Jerry Greenberg - Nhà biên tập phim
- Brad Gray - Nhà điều hành sản xuất phim, Quản lý
- Miriam Colon - Diễn viên
- Luis Bacalov - Nhà soạn nhạc
- Jerry Lewis - Diễn viên, Đạo diễn, Người viết kịch (hài)

Và còn một số người khác có đóng góp cho ngành công nghiệp điện ảnh Hoa Kỳ trên trang web của Viện Hàn lâm.